# Commelina phaeochaeta
Commelina phaeochaeta là một loài thực vật có hoa trong họ Commelinaceae. Loài này được Chiov. mô tả khoa học đầu tiên năm 1929.